# Kirschapfel
Der Kirschapfel (Malus baccata), auch als Beerenapfel bezeichnet, ist eine Laubbaum-Art aus der Gattung der Äpfel (Malus) in der Familie der Rosengewächse (Rosaceae).

## Beschreibung
Der Kirschapfel M. baccata var. baccata ist ein niedriger Baum mit gewölbter und überhängender Baumkrone oder auch ein großer Strauch. Die Blattknospen sind kegelförmig. Die lanzettlichen Blätter sind 3 bis 8 cm lang und 2 bis 3,5 cm breit. Die Blattstiele sind dünn und 2 bis 6 cm lang. Die breiten Blüten haben schmale, weit geteilte Petalen. Die Frucht ist ziemlich kugelig und etwa 1 cm dick; sie ist gelb mit roter Backe. Die Früchte bleiben meist bis zum Frühjahr am Baum.

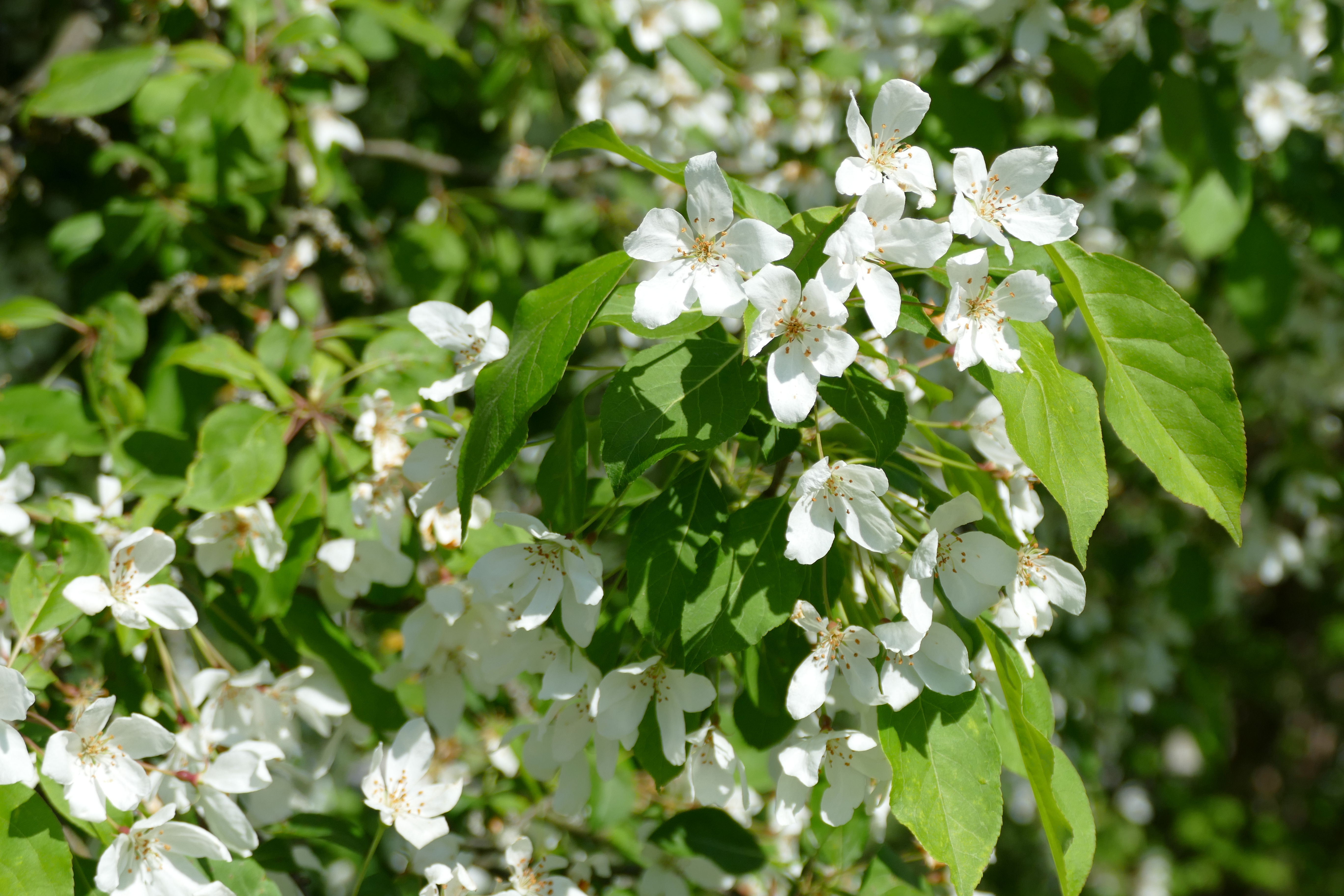
Blüten des Kirschapfelbaums (Malus baccata var. mandshurica) im botanischen Garten in München

Die Varietät M. baccata var. mandschurica ist deutlich wuchsfreudiger und kann als Baum eine Wuchshöhe von etwa 15 m und bis zu 2 m Stammumfang erreichen. Die Baumkrone ist breit und dicht bezweigt. Die Blätter sind breiter elliptisch und anfangs unterseits behaart. Blatt- und Blütenstiele sind auch behaart. Die Blütezeit ist am frühesten von allen Malus-Arten; die Blüten sind reinweiß und 4 cm breit. Die ellipsoiden Früchte färben sich schnell hochrot; sie haben einen Durchmesser von über 1 cm.
Die Chromosomenzahl beträgt 2n = 34. Die Marssonina-Blattfallkrankheit ist eine Infektionskrankheit des Kirschapfels.

## Verbreitung
Das natürliche Verbreitungsgebiet des Kirschapfels Malus baccata var. baccata liegt in Ostsibirien und Nordchina; diese Varietät ist offenbar nur in Kultur bekannt. In Deutschland ist sie ausgesprochen selten anzutreffen; allerdings sind häufig Exemplare von Malus × robusta unter der falschen Bezeichnung Malus baccata in Kultur.
Die Varietät Malus baccata var. mandshurica (Maxim.) C.K.Schneid. ist in Mitteljapan, Amur, Mittelchina, Korea und Sachalin heimisch. Sie ist in Deutschland nur sehr selten in Sammlungen und botanischen Gärten anzutreffen.